# Krisán László
Krisán László István (Budapest, 1964. augusztus 20. –) külkereskedő, a Vállalkozók és Munkáltatók Országos Szövetsége Kereskedelmi tagozatának elnöke, a Korda Filmstúdió Zrt. korábbi elnöke.

## Család
Édesapja Krizsán Péter őrnagy, hivatásos katonatisztként vonult nyugdíjba. Édesanyja Genszky Mária, egy kiskereskedelmi vállalatnál járta végig annak teljes vertikumát bolti eladóból értékesítési vezetőként vonult nyugdíjba. Testvére, Krizsán Gábor a banki szférában dolgozik. Féltestvére, Péter Ausztriában él. Három gyermek édesapja.[forrás?]

## Tanulmányok
Első diplomáját a Külkereskedelmi Főiskola külkereskedelmi szakán szerezte. Másoddiplomáját marketingkommunikációs szakközgazdászként kapta.

## Életpályája
Első munkahelyként a Konsumex Külkereskedelmi Vállalatnál helyezkedett el, ahol üzleti bonyolítóból ért el egyre magasabb pozíciókat. Régióvezetőként négy éves délkelet-ázsiai külszolgálaton dolgozott már 28 éves korában. A Konsumex szingapúri leányvállalatának egyik tevékenységében, a tőzsdei és nem tőzsdei termékek magyarországi exportja kialakításában és finanszírozásában is aktív szereplő volt. Hazatérése után területi vezetőként, később pedig ügyvezető igazgatóként dolgozott.
Dél-vietnámi szolgálata alatt Magyarország követségén, Ho Chi Minh város Konzulátusán 1992 és 1995 között a Kereskedelmi Tanácsosi Hivatal másodtitkáraként tevékenykedett, ahol szerepe volt a magyar-vietnámi billateriális adósságszolgálat lebontása programban.
2000-től fontos szerepet töltött be a Skála Divatház Rt.-ben (később Skála Centrum Divatház Rt.) előbb beszerzési igazgatóként, később beszerzési és category management igazgatóként, ahol legfontosabb feladata a német tulajdonú áruházlánc működésének 21. századi követelményekre való átalakítása volt.
Az angol Debenhams áruházlánc hazai bevezetése is a nevéhez fűződik.
Demján Sándor csapatához 2003-ban csatlakozott és onnan életét mentorként alakította korunk egyik legbefolyásosabb és meghatározóbb üzletembere, aki innovatív projekteket bízott rá.
Első projektként egy budai lakópark teljes körű értékesítése volt a feladata, majd 2004-2012 között megbízást kapott a Korda Filmstúdió ügyvezetőjeként és vezérigazgatójaként annak felépítésére és működtetésére. A stúdió kevesebb, mint három év alatt épült meg. Elsőként a Universal Stúdió egyik nagy kasszasikere, a Hellboy II. forgatása kezdődött el, utána pedig főleg amerikai stúdiók és producerek filmjei és sorozatai forogtak az etyeki filmstúdió falai között.
Másik fontos mentora Bartha Ferenc alelnök volt, akinek irányítása alatt szerepet kapott a WestLB Bank, később Gránit Bank létrehozásában, amelynek igazgatósági tagja volt 2010-2013 között.
2003-óta Demján Sándor megbízásából a Vállalkozók és Munkáltatók Országos Szövetsége, valamint a Magyar Kereskedelmi és Iparkamara által létrehozott KAVOSZ Zrt. vezérigazgatója, amely pozíciójában azóta is koordinálja a mára programmá kiteljesedett Széchenyi Kártya vállalkozói hitelprogramot, amely a hazai mikro-, kis- és középvállalkozások hitelezésén keresztül segíti a vállalkozásokat állami kamattámogatású és állami garanciával ellátott hiteltermékeivel.
A Széchenyi Kártya Program 2008-ban már bizonyította, hogy nemcsak békeidőben, hanem válságidőszakban is messzemenően segítséget tud nyújtani a hazai vállalkozásoknak. A 2020-as Covid-járvány okozta gazdasági sokkhatások kezelésére létrehozott gazdaságvédelmi akcióterv részeként pedig a Széchenyi Kártya Program krízishitelei komoly segítséget nyújtottak a válság által sújtott vállalkozói szektor számára. A gazdaság újraindítási akcióterv részeként a Program azóta is támogatja a magyar vállalkozások fellendítését.
A Garantiqa Hitelgrancia Zrt. felügyelőbizottsági és igazgatósági tagja is volt.
2019-2022-ig az MKB-Pannónia Alapkezelő Zrt. igazgatósági tagja.
2022-től a Széll Kálmán Alapítvány tagjának választották.
2024. augusztus 28-án elnökének választotta alakuló közgyűlésén az ESG SZövetség. Az ESG Szövetség azzal a céllal alakult, hogy elősegítse a környezeti, társadalmi és vállalatirányítási (Environmental, Social, Governance) szempontok érvényesülését a hazai üzleti szférában.

## Társadalmi tisztségek
A Vállalkozók és Munkáltatók Országos Szövetsége 2000-ben kérte fel a hazai kiskereskedelmi szakma összefogására, így a VOSZ kereskedelmi szekciója létrehozójaként nevéhez fűződik az újkori kereskedelmi törvény létrehozásában való aktív közreműködés, valamint a hazai kiskereskedelem első üzleti etikai kódexének létrehozása. Több mint 20 év óta tevékenykedik a VOSZ-ban, amelynek társelnöke, valamint a Kereskedelmi Tagozat elnöke is egyben.
A Magyar Kereskedelmi és Iparkamaránál is fontos tisztségeket töltött be, elnökségi tag, egyben az EU- és hazai források kollégiumának elnöke volt 2024-ig. 2016-tól a kormányzat társadalmi partnereként az uniós pályázati ciklus vonatkozásában vezetője a projektmenedzsmenti és pályázatírói fórumnak. 2017-ben megválasztották a legnagyobb területi kamara, a Budapesti Kereskedelmi és Iparkamara elnökének, amely tisztségről 2018 májusában lemondott. 2016-ban a Gazdasági Minisztérium delegálta a budapesti Corvinus Egyetem konzisztóriumába, amelynek elnökeként 2019-ig, az egyetem átalakításáig tevékenykedett.
A Magyar Közgazdasági Társaság Fejlesztéspolitikai Szakosztályának elnökségi tagja 2021-től.
Nemzetközi szerepvállalása tekintetében Magyarország uniós csatlakozása óta tagja a brüsszeli székhelyű EuroCommerce uniós kereskedelmi lobbi szövetségnek, amelynek operatív bizottságában, a steering committee-ben dolgozik, valamint a board tagja is egyben (2021-2024), illetve 2007-óta alelnöke a Central Eastern European Commerial Council (CEECC) Lobby Bizottságnak, amely a közép-kelet-európai országok Eurocommerce-n belüli kiemelt képviseletét látja el.
2022-től tagja a Magyar Olimpiai Bizottság Budapesti Olimpia Bizottságának.

## Díjai, elismerései
- Magyar Köztársaság Érdemrend Lovagkeresztje kitüntetés (2007)[10]
- Budapesti Gazdasági Főiskola címzetes főiskolai docens cím (2009)
- Magyar Gazdaságért Díj (2004 és 2010)
- Corvinus Egyetem Ezüst Corvina díj (2019)
- Klauzál Gábor Elismerő Oklevél (2019)
- Kiemelkedő Társadalmi Szerepvállalásért Díj (2022)
- Mercur Díj (2023)
- A Magyar Érdemrend tisztikeresztje (2023)

## Munkái
Társszerző: Az ösztönző állam válságkezelése I. Ludovika Egyetemi Kiadó, Budapest, 2020.